# Roddy Llewellyn
Pour les articles homonymes, voir Llewellyn.
Roderic Victor Llewellyn, 5e baronnet (né le 9 octobre 1947) est un baronnet gallois, paysagiste, journaliste, écrivain et présentateur de télévision. Il est connu également pour sa relation, qui dura huit ans, avec la princesse Margaret, comtesse de Snowdon, sœur cadette de la reine Élisabeth II.

## Biographie

### Enfance et scolarité
Llewellyn est né à Crickhowell, dans le Brecknockshire. Il est le fils cadet de Harry Llewellyn, 3e baronnet (décédé en 1999), champion olympique de saut d'obstacles et de Christine Saumarez (morte en 1998). Il fait ses études à Hawtreys et à la Shrewsbury School. En janvier 2009, il devient baronnet de Llewellyn, en succédant à son frère aîné, Dai.

### Carrière

#### Jardinage
Llewellyn déclare : « J'ai toujours été fasciné par les plantes. . . Elles me procurent une énorme consolation. »
C'est sa nourrice, Rebecca Jenkins, qui l'aurait initié au jardinage in loco parentis . À propos du retour de la famille à Llanfair Grange, Sir Roddy a déclaré : « Nous avions de grandes pelouses et des perspectives magnifiques. La campagne était jolie… il y avait un grand potager et des arbres fabuleux. » Tout au long de sa vie, Sir Roddy s'est toujours vu comme appartenant au riche héritage gallois de la région du Sugar Loaf dans le Monmouthshire. Llewellyn a étudié l'horticulture au Merrist Wood Agricultural College dans le Surrey. Aujourd'hui, Llewellyn dirige sa propre entreprise, Roddy Llewllyn's Garden Design.
Il donne régulièrement des conférences, notamment dans le cadre du Retirement Show à Olympia, Glasgow et Manchester (lors de séances de questions-réponses), au Dobbies Garden Centre (sur le thème des « Idées inspirantes pour le jardin »), à la cathédrale de Hereford (« Idées intéressantes pour le jardin »), au Malvern Spring Gardening Show (« Qui sont les meilleurs jardiniers - les hommes ou les femmes ? »), au Cotswold Wildlife Park (la série « Une soirée avec les experts en jardinage 2005-2006 »), au château de Cholmondeley (« Idées amusantes pour le jardin ») et sur le navire The Crystal Symphony lors d’une croisière thématique consacrée à la conception de jardins.
Llewellyn est le parrain du Southport Flower Show en 2006.

#### Journalisme et présentateur de télévision
Llewellyn est l'auteur de livres, d'articles de magazine et de chroniques de journal sur le jardinage. Il a notamment écrit pour les magizines Heritage Homes en 2006, Country Life en 2005 et 2006, Country Illustrated en 2004 et 2006, Oxfordshire Limited Edition en 2006, The Lady en 2005, Eden Project Friends en 2004 et The Sunday Times en 2004. Il a écrit dans les colonnes du Daily Star entre 1981 à 1985 et du Mail on Sunday entre 1987 à 1999.
Il a notamment été le présentateur de The Home Show en 1990 et de The Gardening Roadshow en 1992 et 1993 pour Thames Television. Il est apparu dans Gardeners 'World en 2007.

#### Musique
À la fin des années 1970, Llewellyn enregistre pour Philips un album intitulé Roddy, dans lequel il reprend des standards.

### Vie privée
À partir de 1973, Llewellyn, alors âgé de 25 ans, entame une liaison avec la princesse Margaret, de dix-huit ans son aînée. Leur relation est très médiatisée et joue un rôle dans la dissolution du mariage de la princesse avec le comte de Snowdon.
Le 11 juillet 1981, Llewellyn épouse Tatiana Soskin, fille du producteur de cinéma Paul Soskin (en). Le couple a trois filles, Alexandra, Natasha et Rosie. Alexandra, l'aînée, est designer et artiste.